# Zeugophora annulata
Zeugophora annulata is een keversoort uit de familie halstandhaantjes (Megalopodidae). De wetenschappelijke naam van de soort werd in 1873 gepubliceerd door Joseph Sugar Baly.